# Јулија Сотникова
Јулија Владимировна Сотникова (рус. Юлия Владимировна Сотникова; Горки, 17. новембар 1970) бивша руска атлетичарка, која се такмичила у трчању на кратке стазе, а најчешће у тркама на 200 м, 400 м и штафети 4 х 400 м.

Најбоље резултате постигла је са руском штафетом 4 х 400 метара. Освојила је сребрну медаљу на Светском првенству 1995. у Гетеборгу, а златну на Светском првенству у дворани у Лисабону 2001.
Најважнији успех је освајање бронзане олимпијске медаље на Олимпијским играма у Сиднеју 2000.
Руска штафета у саставу Сотникова, Светлана Гончаренко, Олга Котљарова и Ирина Привалова резултатом 3:23,46 минута била је трећа иза штафета САД и Јамајке. MOK је 10. априла 2008. одлучио да се победнича штафета САД дисквалификује и да јој се одузме златна медаља због допинг афере, чланице штафете Мерион Џоунс, а штафете које су заузимале 2, 3 и 4 место требало је да се помере за по једно место навише. Сад је уложила жалбу и 16. јула 2010, Суд за арбитражу у спорту пресудио у корист недисквалификованих америчких жена, усвојивши жалбу на одлуку Међународног олимпијског комитета да их дисквалификује на играма у из Сиднеју. Суд је одлучио да не дозволи да цела екипа буде дисквалификован због допинга једног члана.....

## Лични рекорди
- Трка на 60 метара – 7,48 – Самара 30. јануар 2000.
- Трка на 100 метара – 11,53 – Тула 2.јун 2000.
- Трка на 200 метара – 23,03 – Брјанск 05. јул 1992.
- 200 м у дворани) – 23,44 – Липецк 27. јануар 1994.
- Трка на 400 метара – 50,73 – Тула 24. јул 2000.
- 400 м у дворани – 52,13 – Москва 17. фебруар 2001.